# 知久則直
知久 則直（ちく のりなお）は、安土桃山時代から江戸時代前期にかけての武士・交代寄合旗本。伊那衆。知久氏13代当主。

## 略歴
知久氏は信濃国伊那郡の国人。
天正6年（1578年）、知久頼氏の子として誕生。母は遠江国入野の木寺宮の娘。
6歳の時、遠江浜松城で徳川家康に拝謁し、天正13年（1585年）の父の自殺後は菅沼定利、後に大久保忠世に預けられる。天正19年（1591年）家康が上洛時に大久保氏の小田原城に寄った際に、廩米300俵で召し出され、江戸田安に屋敷を賜り小姓となる。慶長5年（1600年）関ヶ原の戦いに供奉し、翌慶長6年（1601年）伊那郡3000石を賜り、阿島陣屋を築く。
慶長19年（1614年）大坂冬の陣では伊那郡浪合関を守衛し、元和元年（1615年）大坂夏の陣では松平乗寿軍に属し、枚方に布陣した。元和6年（1620年）伏見城で徳川秀忠に拝謁した際、伊那郡浪合関、小野川関、帯川関、心川関を預地として託される。
寛永21年（1644年）1月2日、死去。享年67。